# Shahrestān di Khalilabad
Lo shahrestān di Khalilabad (farsi شهرستان خلیل‌آباد) è uno dei 28 shahrestān del Razavi Khorasan, il capoluogo è Khalilabad. Lo shahrestān è suddiviso in 2 circoscrizioni (bakhsh):
- Centrale (بخش مرکزی)
- Sheshtaraz (بخش ششطراز), con la città di Kondor.